# Stipa pulcherrima
Stipa pulcherrima är en gräsart som beskrevs av Karl Heinrich Koch. Stipa pulcherrima ingår i släktet fjädergrässläktet, och familjen gräs. Inga underarter finns listade i Catalogue of Life.